# Zimmerius albigularis
El mosquerito del Chocó o tiranolete del Chocó (Zimmerius albigularis), es una especie de ave paseriforme de la familia Tyrannidae perteneciente al numeroso género Zimmerius, anteriormente tratada como una subespecie del mosquerito caridorado (Zimmerius chrysops). Es nativo del noroeste de América del Sur.

## Distribución y hábitat
Se distribuye en la región del Chocó del suroeste de Colombia (Nariño) y oeste de Ecuador (al sur hasta el norte de Guayas).
Esta especie es considerada de bastante común a común en sus hábitats naturales: las selvas húmedas pre-montanas y sus bordes, crecimientos secundarios antiguos, plantaciones de café y jardines; en Ecuador desde cerca del nivel del mar hasta los 1600 m de altitud, pero hay ejemplares hasta los 2500 m en Colombia.

## Sistemática

### Descripción original
La especie Z. albigularis fue descrita por primera vez por el ornitólogo estadounidense Frank Michler Chapman en 1924 bajo el nombre científico de subespecie Tyranniscus chrysops albigularis; su localidad tipo es: «Esmeraldas, noroeste de Ecuador»; el holotipo, un macho adulto recolectado el 5 de noviembre de 1912, se encuentra depositado en el Museo Americano de Historia Natural en Nueva York, bajo el número AMNH 118739.

### Etimología
El nombre genérico masculino «Zimmerius» conmemora al ornitólogo estadounidense John Todd Zimmer (1889-1957); y el nombre de la especie «albigularis», se compone de las palabras del latín «albus» que significa ‘blanco’, y «gularis» que significa ‘de garganta’.

### Taxonomía
La presente especie fue descrita y tradicionalmente tratada como la subespecie Zimmerius chrysops albigularis, pero ha sido separada como especie plena con base en diferencias morfológicas, de vocalización y evidencias genético-moleculares. La separación fue reconocida por el Comité de Clasificación de Sudamérica (SACC) en la Propuesta No 363.
Es monotípica.